# 베스타 신녀

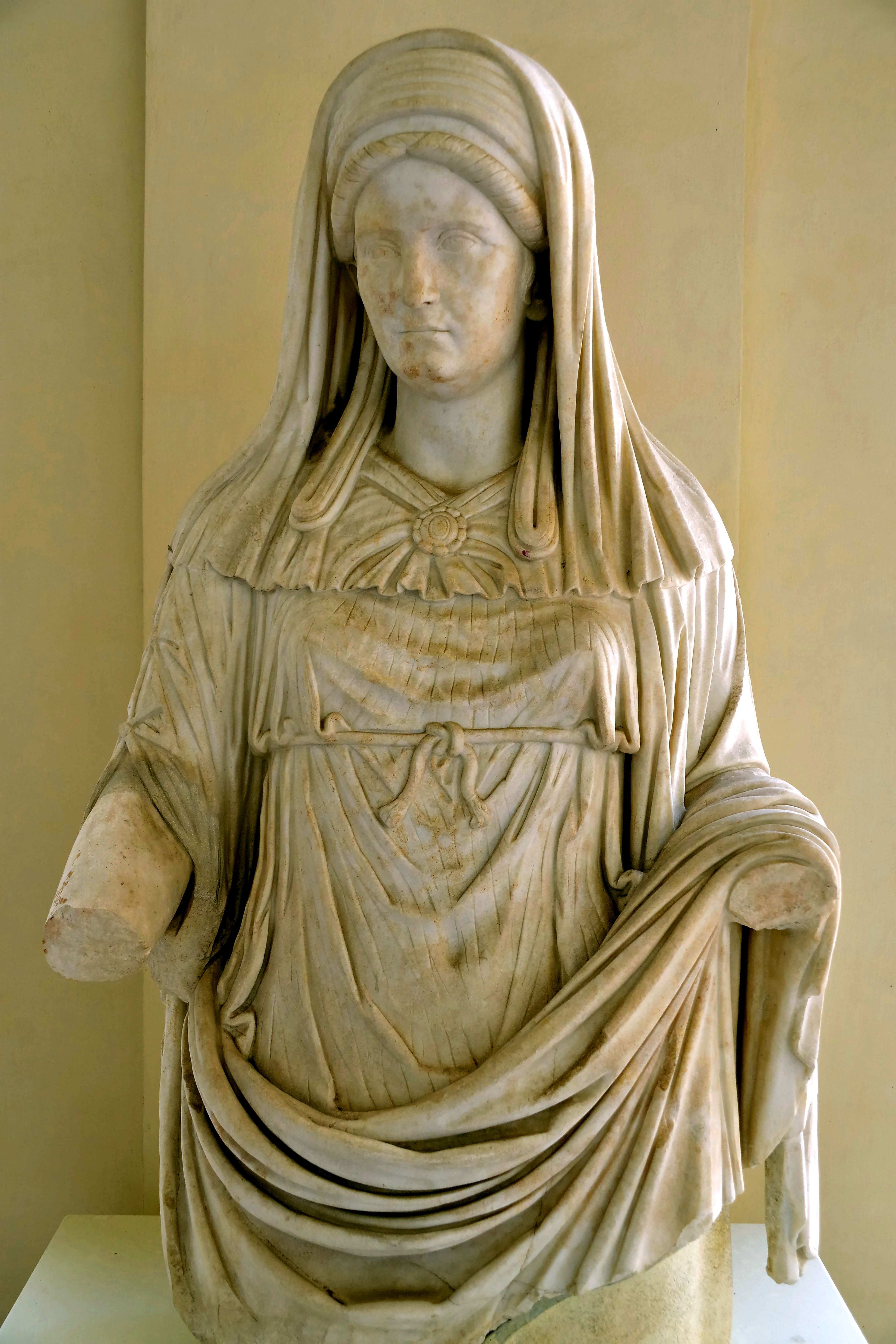
서기 2세기 로마의 신녀 베스타리스 막시마의 조각상 (로마 국립박물관)

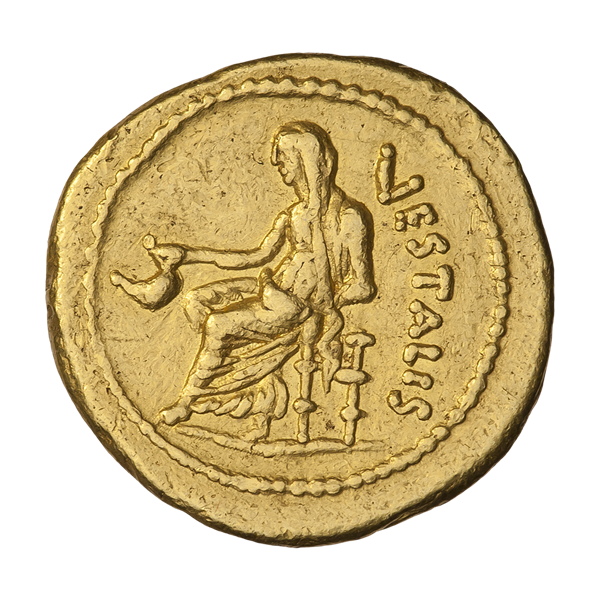
기원전 1세기(기원전 43~39년) 아우레우스, vestalis라고 쓰여져 있는 착석한 베스타 신녀

베스타 신녀(Vestals 또는 Vestal Virgins, 라틴어: Vestālēs, 단수 Vestālis [wɛsˈtaːlɪs])는 고대 로마에서 화로의 여신 베스타의 여사제를 말한다. 베스타 신녀의 구성원은 로마의 지속과 안보에 근본적인 것으로 간주되었다. 이 사람들은 꺼지지 않는 신성한 불을 피웠다. 베스타 신녀는 결혼하고 자녀를 낳아야 하는 일반적인 사회적 의무에서 벗어나 남성 사제단에 금지된 국가 의식을 연구하고, 올바르게 준수하기 위해 30년 동안 순결 서약을 했다.
서기 382년에 기독교 황제 그라티아누스는 로마에서 베스타 숭배에 할당된 공공 수입을 몰수했고, 베스타 신녀는 얼마 지나지 않아 역사 기록에서 사라졌다.

## 역사
로마 제국 시대의 작가인 리비, 플루타르크, 아울루스 겔리우스는 베스탈 신녀를 국가가 지원하는 여사제직으로 만든 것은 기원전 717-673년경 통치한 누마 폼필리우스 왕의 것으로 돌린다. 리비에 따르면, 아우구스투스 시대에 저술한 누마는 베스탈을 소개하고 그들에게 공공 재무부에서 봉급을 할당했다. 리비는 또한 베스타의 사제직이 알바 롱가에서 기원했다고 말한다. 서기 2세기 골동품 수집가 아울루스 겔리우스 그녀의 부모에게서 빼앗은 첫 번째 베스타 신녀는 누마에 의해 손에 이끌려 갔다고 기록한다. 또한 2세기에 쓴 플루타르크는 베스타 신전의 설립을 처음 2명의 여사제를 임명한 누마에게 돌렸다. 세르비우스 툴리우스는 숫자를 4명으로 늘렸다. 암브로시우스는 고대 후기의 일곱 번째를 암시한다. 누마는 또한 베스탈 신녀를 감시하기 위해 폰티펙스 막시무스를 임명했다.
기원전 1세기 작가 바로에 따르면 최초의 베스탈 신녀는 게가니아(Gegania), 베네네아(Veneneia),  카눌레아(Canuleia), 및 타르페아(Tarpeia)로 명명되었다. 스푸리우스 타르페이우스의 딸 타르페아는 전설에서 배신자로 묘사되었다.(타르페아 절벽 참조)
베스탈 신녀는 로마에서 강력하고 영향력 있는 세력이 되었다. 술라가 젊은 율리우스 카이사르를 그의 징벌에 포함시켰을 때 베스타 신녀는 카이사르를 대신해 중재하고 그를 용서했다. 아우구스투스는 모든 주요 봉헌식과 의식에 베스타 신녀를 포함시켰다. 그들은 경외감에 사로잡혀 특정 마법의 힘을 부여받았다. 예를 들어, 플리니우스는 마법의 효능에 대해 논의하는 그의 책 《박물지》 28권에서 논박하지 않고 오히려 암묵적으로 진실로 받아들이기로 선택한다.

오늘날에도 우리의 베스탈 신녀들은 특정한 기도를 함으로써 가출한 노예들의 도주를 체포하고, 그들이 도시의 영역을 벗어나지 않았다면, 그들을 제자리에 결박할 수 있는 능력이 있다고 믿는 것이 일반적이다. 그렇다면 이러한 의견이 일단 진실로 받아들여지고, 신들이 특정 기도를 듣거나 정해진 형식의 말에 영향을 받는다는 것이 인정된다면, 우리는 전체 질문에 대해 긍정적으로 결론을 내릴 수밖에 없다.

기독교가 부상하는 동안 전통적인 로마 종교를 유지하고자 했던 4세기 로마의 시장 심마쿠스는 다음과 같이 썼다.

우리 조상들의 법은 베스탈 신녀들과 신들의 신하들에게 적당한 유지와 정당한 특권을 제공했다. 이 선물은 성스러운 순결의 유지를 기본 짐꾼들의 지불을 위한 기금으로 전용한 타락한 환전소 시대까지 침해되지 않고 보존되었다. 이 행위로 인해 공공의 기근이 닥쳤고, 나쁜 수확은 모든 지방의 희망을 실망시켰다. ... 그 해를 불모지로 만든 것은 신성모독이었다. 왜냐하면 모든 사람이 그들이 종교에 대해 거부했던 것을 잃을 필요가 있었기 때문이다.

베스탈 신녀가 언제 해산되었는지는 정확히 알 수 없지만, 382년에 황제 그라티아누스가 그들의 수입을 몰수한 지 얼마 되지 않은 시점에 일어났을 것이다. 마지막으로 비문으로 증명된 베스타 신녀는 서기 385년에 죽은 교황 베티우스 아고리우스 프라에텍스트투스(Vettius Agorius Praetextatus)에게 동상을 세웠던 비르고 베스탈리스 막시마(Virgo Vestalis Maxima)인 첼리아 콘코르디아이다. 가장 최근에 베스타 신녀에 대한 언급은 이교도 역사가 조시모스에 의해 394년 테오도시우스 1세가 로마를 방문했을 때 황제의 조카 세레나가 그녀의 종족 중 마지막이라고 하는 나이든 베스타 신녀를 모욕했다고 전한다. 콘티는 조시모스의 이야기에서 베스타 숭배가 그 시점에서 여전히 기능하고 있었는지(따라서 그 단일 베스타 신녀에 의해 유지되었는지는 분명하지 않다고 썼다.) 그러나 카메론은 전체 이야기에 회의적이며, 카메론은 전체 이야기에 대해 회의적이며, 실제로는 394년 로마의 베스타를 방문하지 않았다.

### 베스탈리스 막시마
베스타 신녀장(Virgo Vestalis Maxima 또는 Vestalium Maxima, “베스타 신녀 중 가장 위대한”)은 베스탈 신녀의 노력을 감독했으며, 폰티프스 사제단에 있었다. 타키투스에 따르면 베스타 신녀장 오키아(Vestalis Maxima Occia)는 57년 동안 베스타 신녀를 관장했다. 베스탈리움 막시마(Vestalium Maxima)는 로마의 대제사장 중 가장 중요한 인물이었다. 플라멘 디알리스(Flaminica Dialis)와 레기나 사크로룸(regina sacrorum)은 각각 특정 종교의식에 대해 고유한 책임을 지고 있었지만, 각각 다른 임명된 사제의 배우자로 자신의 직무를 시작했으며, 베스타 신녀는 모두 독립적으로 직무를 수행했다.

### 베스타 신녀의 수
플루타르크에 따르면 누마가 베스탈 신녀관을 시작했을 때 베스타 신녀는 2명뿐이었다. 이 숫자는 나중에 4명으로 늘어났고, 그 다음에는 6명으로 늘어났다. 일부 권위자들은 7명으로 1명이 나중에 추가되었다고 제안했지만, 이것은 의심스럽다.

### 복무 기간
베스탈 신녀는 사춘기(6~10세) 이전에 사제직에 헌신했으며, 30년 동안 독신 생활을 하기로 맹세했다. 이 30년을 차례로 30년이라는 긴 기간으로 나누어 베스탈 신녀는 각각 학생, 하인, 교사였다.
30년의 복무 기간이 끝난 후, 각 베스타 신녀는 은퇴하고 새로운 직원으로 교체되었다. 은퇴하면 전 베스타 신녀는 연금을 받고 결혼할 수 있었다. 신부의 아버지 역할을 하는 폰티펙스 막시무스는 일반적으로 적합한 로마 귀족과의 결혼을 주선했다. 이전 베스타 신녀와의 결혼은 매우 영예로운 일이었고, 고대 로마에서는 더 중요하게도 행운과 안락한 연금을 가져다준다고 생각했다.

### 간택
수도회에 들어가려면 소녀는 신체적, 정신적 결함이 없고 두 명의 살아 있는 부모가 있어야 하며, 로마에서 자유로이 태어난 거주자의 딸이어야 했다. 최소한 공화정 시대 중반부터 폰티펙스 막시무스는 6세에서 10세 사이의 베스탈 신녀를 가족과 다른 로마 시민이 모인 자리에서 20명의 귀족 출신 후보 중에서 추첨으로 선택했다. 원래 소녀는 귀족 출신이어야 했지만, 같은 이유로 딸을 30년 동안 베스타 신녀로, 그리고 궁극적으로는 자유민의 딸들까지 바치려는 귀족들을 찾기 어려워지면서 평민들에게 회원 자격이 개방되었다. 더 이른, 더 엄격한 선택 규칙은 기원전 3세기의 파피우스법에 의해 결정되었다.
선정식은 캡티오(captio)로 알려졌다. 한 소녀가 베스타 신녀로 선택되자 교황은 그녀를 가리키며, 부모에게서 멀어지게 했다. 베스타 여사제가 ‘최상의 조건으로’(따라서 베스타 신녀의 모든 자격을 갖춘) 베스타 신녀였었던 그녀와 동일한 조건으로 로마 사람들을 대신하여 수행하기 위한 수행이었다. 베스타 신전의 아트리움에 들어가자마자 그녀는 여신의 보살핌과 보호를 받고 있었다.
사망한 베스타 신녀를 대신하기 위해 가장 유덕한 자를 선발하기 위해 베스타 신녀장의 숙소에 후보자가 제시되었다. 일반 입회자와 달리 이러한 후보자는 사춘기 이전이거나, 처녀일 필요도 없었다. (젊은 과부일 수도 있고, 이혼한 사람일 수도 있지만, 이는 눈살을 찌푸리고 불행한 일이라고 생각했다.) 비록 그들이 대체할 죽은 베스탈보다 나이가 어렸지만, 환영받지는 못했다. 타키투스는 가이우스 폰테이우스 아그리파와 도미티우스 폴리오가 이러한 공석을 채우기 위해 19년에 그들의 딸들을 베스타 신녀 후보자로 제안한 방법을 설명한다. 동등하게, 폴리오의 딸은 아그리파가 최근에 이혼했기 때문에 선택되었다. 폰티펙스 막시무스(티베리우스)는 100만 세스테르체스의 지참금으로 실패한 후보자를 “위로했다”.

### 의무

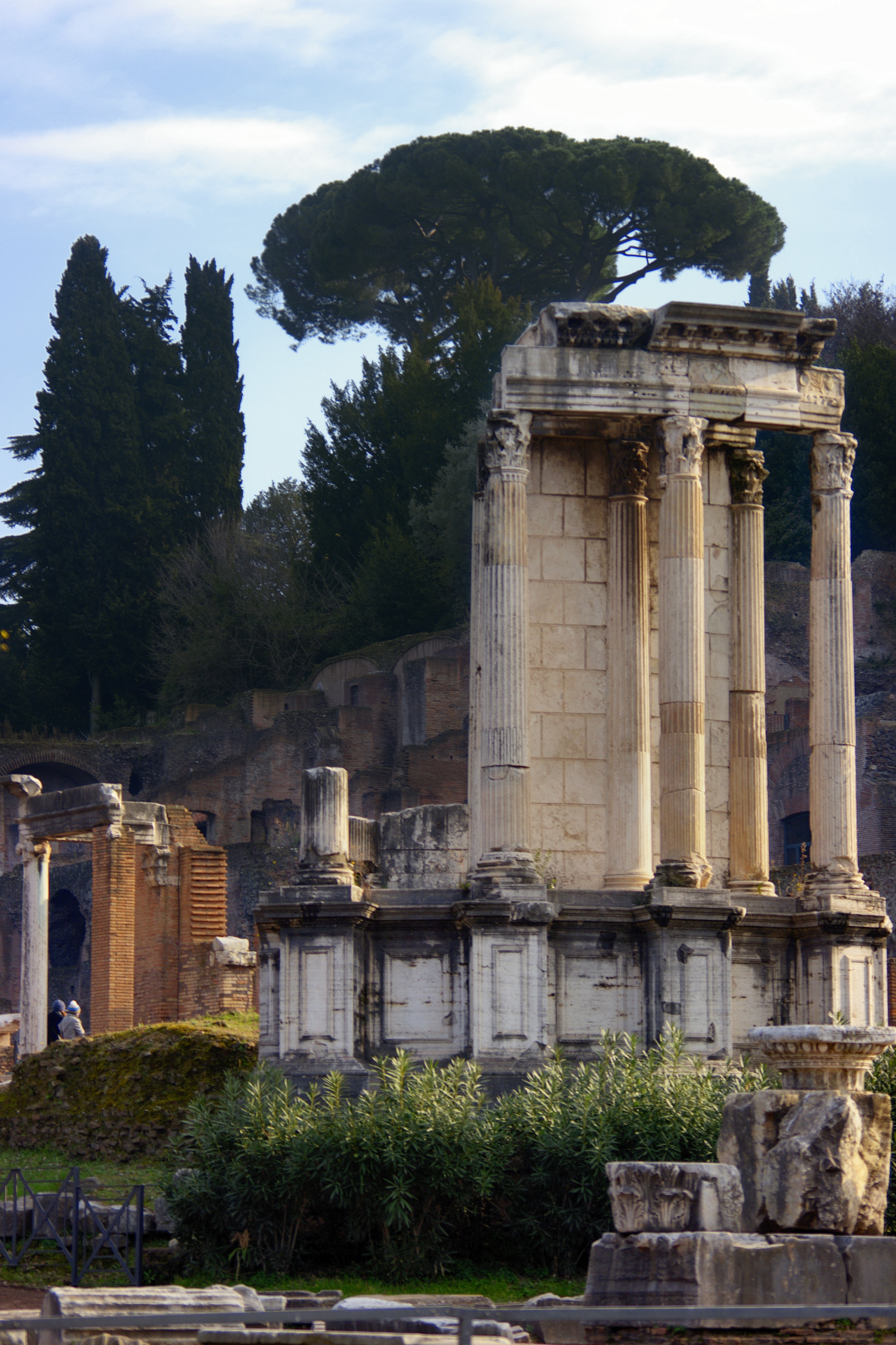
한때 베스타 신전이었던 유적의 가장 두드러진 특징은 난로이다.

그들의 임무는 화로와 가정의 여신인 베스타에게 신성한 불을 유지하는 것, 신성한 샘에서 물을 모으는 것, 의식에 사용되는 음식을 준비하고 사원의 성소에서 신성한 물건을 돌보는 것이었다. 누구나 가정용으로 불을 받을 수 있는 베스타의 신성한 불을 유지함으로써, 그들은 로마 전역에서 종교적 의미에서 “대리 가정부”로 기능했다. 그들의 신성한 불은 제국 시대에 황제의 가정용 불로 취급되었다.
베스타 신녀는 율리우스 카이사르와 마르쿠스 안토니우스와 같은 다양한 사람들의 유언과 유언을 안전하게 보관하는 일을 맡았다. 또한 베스타 신녀는 팔라디움을 포함한 일부 성물을 보호하고 신에게 바치는 모든 공물에 뿌려지는 몰라 살사(mola salsa)라는 특별한 종류의 밀가루를 만들었다.

### 특권
베스타 신녀에 부여된 위엄은 중요했다. 종교가 화려하게 장식된 시대에 베스타 성녀단의 존재는 수많은 공개 행사에 필요했으며, 그들이 가는 곳마다 덮개가 있는 이륜마차인 카펜툼을 타고 갔고, 그 앞에는 릭토르가 있었다. 그리고 우선권을 가졌다. 베스탈 신녀는 공개 게임과 공연에서 명예로운 자리를 예약했으며, 관례적인 맹세를 먼저 하지 않고도 증거를 제시할 수 있었고 그들의 말은 의심의 여지 없이 신뢰를 받았다.
베스탈 신녀는 부패하지 않는 특성 때문에 중요한 유언장과 공개 조약과 같은 국가 문서를 위임 받았다. 그들의 인격은 신성모독이었고, 베스탈은 그들을 공격으로부터 보호하기 위해 호위를 받았다. 베스타 신녀를 다치게 한 것으로 밝혀진 사람은 누구든지 사형에 처할 것이다.
베스탈 신녀는 또한 사형 선고를 받은 죄수와 노예를 만짐으로써 석방할 수 있는 권한이 있었다. 사형 선고를 받은 사람이 처형장으로 가는 길에 베스타 신녀를 보면 자동으로 사면되었다.
베스탈 신녀는 5월 15일에 아르게이(Argei)라고 불리는 의식용 밀짚인형을 테베레강에 매년 던지는 데 참여했다.